# 117610 Keithmahoney
117610 Keithmahoney è un asteroide della fascia principale. Scoperto nel 2005, presenta un'orbita caratterizzata da un semiasse maggiore pari a 3,1463453 UA e da un'eccentricità di 0,1142390, inclinata di 1,06246° rispetto all'eclittica.